# Cyprus Papers
 (mai 2025).
La mise en forme du texte ne suit pas les recommandations de Wikipédia : il faut le « wikifier ».
Les points d'amélioration suivants sont les cas les plus fréquents. Le détail des points à revoir est peut-être précisé sur la page de discussion.
- Les titres sont pré-formatés par le logiciel. Ils ne sont ni en capitales, ni en gras.
- Le texte ne doit pas être écrit en capitales (les noms de famille non plus), ni en gras, ni en italique, ni en « petit »…
- Le gras n'est utilisé que pour surligner le titre de l'article dans l'introduction, une seule fois.
- L'italique est rarement utilisé : mots en langue étrangère, titres d'œuvres, noms de bateaux, etc.
- Les citations ne sont pas en italique mais en corps de texte normal. Elles sont entourées par des guillemets français : « et ».
- Les listes à puces sont à éviter, des paragraphes rédigés étant largement préférés. Les tableaux sont à réserver à la présentation de données structurées (résultats, etc.).
- Les appels de note de bas de page (petits chiffres en exposant, introduits par l'outil «  Source ») sont à placer entre la fin de phrase et le point final[comme ça].
- Les liens internes (vers d'autres articles de Wikipédia) sont à choisir avec parcimonie. Créez des liens vers des articles approfondissant le sujet. Les termes génériques sans rapport avec le sujet sont à éviter, ainsi que les répétitions de liens vers un même terme.
- Les liens externes sont à placer uniquement dans une section « Liens externes », à la fin de l'article. Ces liens sont à choisir avec parcimonie suivant les règles définies. Si un lien sert de source à l'article, son insertion dans le texte est à faire par les notes de bas de page.
- La présentation des références doit suivre les conventions bibliographiques. Il est recommandé d'utiliser les modèles {{Ouvrage}}, {{Chapitre}}, {{Article}}, {{Lien web}} et/ou {{Bibliographie}}. Le mode d'édition visuel peut mettre en forme automatiquement les références.
- Insérer une infobox (cadre d'informations à droite) n'est pas obligatoire pour parachever la mise en page.

Pour une aide détaillée, merci de consulter Aide:Wikification.
Si vous pensez que ces points ont été résolus, vous pouvez retirer ce bandeau et améliorer la mise en forme d'un autre article.
Par Cyprus Papers est désignée la fuite de documents gouvernementaux liés au Programme d'investissement chypriote (Cyprus Investment Program - CIP) obtenus par Al Jazeera et publiés en août 2020. Le CIP permettait à des personnes non-citoyennes de faire une demande et d'obtenir un passeport chypriote en investissant au moins 2 millions d'euros à Chypre. Les passeports obtenus via le CIP sont surnommés « Golden Passports ».
Al Jazeera mène une enquête fondée sur les documents divulgués et découvre prétendument que la République de Chypre accorde la citoyenneté par le biais du CIP à plusieurs personnes liées à la criminalité et à la corruption.
Le 12 octobre 2020, Al Jazeera publie une vidéo d'une enquête sous couverture en lien avec les Cyprus Papers. Dans la vidéo, Al Jazeera montre comment des avocats chypriotes, des gens d'affaires et des politiciens de haut rang sont disposés à aider et encourager des criminels condamnés à obtenir la citoyenneté chypriote, leur donnant accès aux marchés internes de l'Union européenne et à un régime de voyages sans visa. Des personnes apparaissant dans la vidéo incluent, entre autres, le président de la Chambre des représentants de Chypre Demetris Syllouris, le député Christakis Giovanis, l'avocat Andreas G. Pittadjis et Antonis Antoniou, cadre immobilier du Giovannis Group. Notamment dans la vidéo, Demetris Syllouris rencontre les journalistes infiltrés d'Al Jazeera se faisant passer pour les représentants d'un homme d'affaires chinois inexistant et condamné pour blanchiment d'argent, qui cherche à obtenir un passeport chypriote via le CIP. Dans l'enregistrement, Syllouris promet d'apporter son soutien pour que l'homme d'affaires chinois reçoive la citoyenneté chypriote, même si l'octroi de la citoyenneté à des criminels condamnés est contraire aux exigences du CIP et à la loi chypriote.
En réponse aux accusations d'Al Jazeera, Syllouris affirme qu'il fait semblant, avec le reste des personnes présentées dans la vidéo, de coopérer pour recueillir plus d'informations sur l'homme d'affaires chinois criminel et finalement signaler l'affaire aux autorités chypriotes.
La vidéo d'Al Jazeera suscite des manifestations dans la capitale de Chypre, Nicosie. Les manifestants exigent une enquête complète, rapide et transparente ainsi que la démission immédiate du président de la Chambre des représentants Demetris Syllouris et du député Christakis Giovanis. En conséquence, Demetris Syllouris et Christakis Giovanis démissionnent de leurs fonctions. De plus, le gouvernement chypriote annonce qu'il abolit le CIP à partir de novembre 2020. En septembre 2022, les quatre hommes apparus dans la vidéo d'Al Jazeera sont renvoyés devant la cour pénale de Nicosie. En octobre 2023, Andreas G. Pittadjis est innocenté de toutes les charges par les tribunaux chypriotes.